# Richard Hall
Richard Hall, född 18 april 1860 i Björneborg Finland, död 23 juni 1943 i Argentina, var en finländsk-svensk målare.
Han var son till konsuln Paul William Hall och Alexandrine Zelie Cornetz, gift första gången med Julie Cornetz som avled 1893 gift andra gången med konstnären Anna Elisabeth von Mühlenfels. Han studerade vid Konstakademien i Stockholm 1875-1881, vann kungliga medaljen med historiemålningen "Gustaf Vasa som barn inför kung Hans", men han flyttade tidigt till Frankrike, där han också kom att verka, bortsett från en tids uppehåll i New York.
Richard Hall skapade sig ett namn som porträttmålare och återfinns representerad på Nationalmuseum.